# Kiss Nagy András
Kiss Nagy András született Nagy András (Pusztaföldvár, 1930. március 22. – Budapest, 1997. január 30.) magyar szobrász- és éremművész.
1957-től rendszeresen kiállított, elsősorban erőteljesen mintázott szobraitól vált ismertté. Jelentős kisplasztikai munkássága is. 1964-ben készült Dózsa-éremsorozata nagy feltűnést keltett. Az éremművészetben hamarosan kora egyik meghatározó alkotójává vált. Köztéri szobor megrendelések mellett rendszeresen készített érmeket. A Magyar Nemzeti Bank számára gyakran tervezett emlékérméket. Utolsó ilyen munkája az 1996-ban A honfoglalás 1100. évfordulója címmel, 20 000 forintos névértéken kiadott arany emlékpénzérme.

## Tanulmányai
1948-ban a Magyar Képzőművészeti Főiskolán kezdte meg tanulmányait, amit 1951-től a Szovjetunióban, a leningrádi Rjepin Akadémián folytatott. 1956-ban tért vissza a budapesti Képzőművészeti Főiskolára, ahol 1957-ben diplomázott.
Mesterei: Mikus Sándor, Pátzay Pál.

## Kiállításai

### Csoportos kiállítások (válogatás)
- 1954, 1959, 1962, 1965 Magyar Képzőművészeti kiállítás, Műcsarnok, Budapest
- 1961 Magyar Képzőművészeti kiállítás, Moszkva
- 1966 Stúdió '66, Ernst Múzeum, Budapest
- 1967, 1969, 1976, Országos Kisplasztikai Biennále, Pécs
- 1968 11. Magyar Képzőművészeti kiállítás, Műcsarnok, Budapest
- 1968 Stúdió '58-68, Műcsarnok, Budapest
- 1968 Indiai Triennále, Delhi
- 1970 Magyar Képzőművészeti kiállítás, Dortmund
- 1971, 1973, 1975, Nemzetközi Kisplasztikai Biennále, Műcsarnok, Budapest
- 1971, 1973, 1975, 1998 FIDEM nemzetközi éremművészeti kiállítás, Prága, Helsinki, Krakkó, Hága
- 1972 Hét festő, öt szobrász Magyarországról, Bordeaux
- 1974 IV. Debreceni Országos Nyári Tárlat, Debrecen
- 1974 Jelenkori magyar művészet, Bécs
- 1976 Fényes Szelek nemzedéke, Magyar Nemzeti Galéria, Budapest
- 1977 Képek-szobrok 30 év magyar művészetéből, Budapesti Történeti Múzeum, Budapest
- 1977 Képzőművészeti kiállítás a Nagy Októberi Szocialista Forradalom 60. évfordulójára, Műcsarnok, Budapest
- 1978 Magyar Szobrászat, Műcsarnok, Budapest
- 1979 Országos Érembiennále, Sopron
- 1979 Modern magyar érmek, Stockholm
- 1980 Magyar éremkiállítás, Oslo
- 1982 Az érem, Vigadó Galéria, Budapest
- 1982 Az emberi környezetért, Vigadó Galéria, Budapest
- 1987 XXV. Alföldi Tárlat, Békéscsaba
- 1989 II. Éremquadriennálé, Körmöcbánya
- 1997 Határesetek - az érem harmadik oldala, Budapest Galéria, Budapest

### Egyéni kiállításai (válogatás)
- 1963 Mednyánszky Terem, Budapest (feleségével, Miklósi Máriával)
- 1966 Collegium Hungaricum, Bécs
- 1969 Janus Pannonius Múzeum Modern Magyar Képtár, Pécs
- 1972 XXXVI. velencei biennále, Velence
- 1974 Fészek Galéria, Budapest
- 1974 Szekszárd (Domanovszky Endrével, Kondor Bélával)
- 1975 Kiskunhalas
- 1976 Veszprém, Csongrád (Hincz Gyulával, Vaszkó Erzsébettel)
- 1976 Magyar Kultúra Háza, Szófia
- 1977 Óbudai Galéria, Budapest
- 1979 Székesfehérvár
- 1980 Műcsarnok, Budapest
- 1980 Magyar Kultúra Háza, Berlin
- 1982 Tihanyi Múzeum, Tihany
- 1990 Hatvani Galéria, Hatvan (Kádár János Miklóssal)
- 1994 London

## Díjai, elismerései (válogatás)
- 1965 Munkácsy Mihály-díj
- 1967 Országos Kisplasztikai Biennále I. díja, Pécs
- 1970 Munkácsy Mihály-díj
- 1971 Nemzetközi Kisplasztikai Biennále díja, Budapest
- 1971 Gyula Városáért kitüntető jelvény
- 1972 Érdemes művész
- 1975 FIDEM díj Krakkó
- 1975 Kossuth-díj
- 1977 Országos Érembiennále Civitas Fidelissima-díj
- 1980 Budapest Főváros Tanácsa Művészeti Díja
- 1981 I. Concorso Internazionale della Medaglia d'Arte díja, Locarno
- 1982 Kiváló művész
- 1983 Országos Érembiennále Ferenczy Béni-nagydíj
- 1985 Országos Portré Biennálé Arany Diploma
- 1987 Országos Érembiennále Művészeti Alap díja
- 1988 Szegedi Nyári Tárlat Alkotói Díj
- 1989 Országos Érembiennále SZOT-díj
- 1995 Országos Érembiennále Magyar Képző- és Iparművészek Szövetségének díja
- 1997 posztumusz Magyar Lajos-díj

## Köztéri munkái (válogatás)
- Bagoly (kő, 1963, Dunaújváros)
- Lubickoló delfinek (kő, 1963, Miskolc)
- Darvak (bronz, 1964, Dorog)
- Zöld Sándor (emléktábla, vörös márvány, 1966, Berettyóújfalu)
- Anyaság (alumínium, 1966, Kaposvár, Termálfürdő)
- Kubikus (kő, 1968, Badacsonytomaj)
- Szarvas szőlőfürttel (bronz dombormű, 1968, Budapest, Úri u. 4.)
- Hárfázó (bronz, 1964, Debrecen)
- Ülő parasztasszony (mészkő, 1969, Tamási, Gimnázium)
- Busó (bronz, 1970, Mohács)
- Kohán György síremléke (kő, 1972, Gyula)
- Hörmann Mihály-emlékmű (kő, 1972, Kőszeg, Jurisics-vár)
- Munkásőr emléktábla (bronz, 1973, Oktogon, most a Szoborparkban)
- Fényes Adolf-emléktábla (bronz, 1974, Fényes Adolf utca)
- Kreutz Róbert-emléktábla (bronz, 1978, Asztalos János park)
- Ülő nő (Április) (bronz, 1979, Békéscsaba)
- Pilár (bronz, 1979, Delhi, Magyar Nagykövetség)
- Kohán György-emléktábla (bronz, 1979, Hódmezővásárhely)
- Mártíremlékmű (mészkő, bronz, 1979, Margit körút 66. sz.)
- Lékai bíboros címere (kő, 1980, Vatikán)
- Szent Kinga, Szent László, Szent Kunigunda domborműve (kő, 1980, Vatikán, Szent Péter-bazilika, Magyar kápolna)
- Kenyérvivő (bronz, 1981, Békéscsaba, Városi Tanács)
- Magvető (bronz, 1981, Békéscsaba, Városi Tanács)
- Virág (kő, rozsdamentes acél, 1982, Miskolc, Megyei Kórház)
- Kner Izidor- és Ignácz-emlékmű (kő, 1982, Gyoma)
- Huszárik Zoltán síremléke (mészkő, 1984, Domony)
- Örökös vándordíj (bronz, 1984, Kertészeti Egyetem)
- Forradalom (bronz, mészkő, 1985, Békés)
- Emlékmű (kő, bronz, 1985, Vésztő)
- Politikai emlékmű (kő, bronz, 1985, Balatonmáriafürdő)
- Kompozíció (bronz, 1988, Mohács)
- Pap Gyula-emléktábla (bronz, 1988, Nagymaros)
- Péchy Blanka síremléke (kő, bronz, 1989, Fiumei úti sírkert)
- II. világháborús emlékmű (kő, bronz, 1989, Pusztaföldvár)
- Madách Imre (mellszobor, bronz, 1989, Miskolc, MTA székház)
- II. világháborús emlékmű (kő, bronz, 1991, Tótkomlós)
- Gróf Teleki Pál (portrédombormű, kő, bronz, 1992, Piarista Rendház)

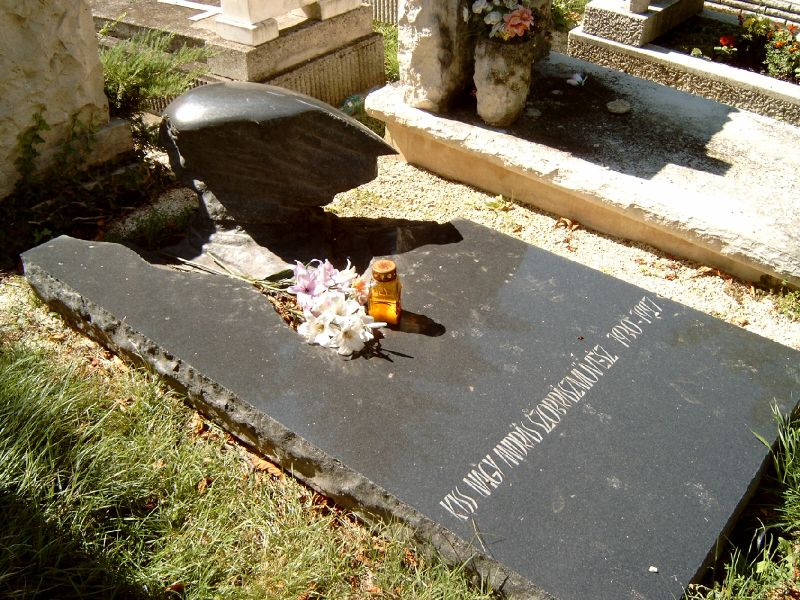
Kiss Nagy András sírja Budapesten. Farkasréti temető: 25-7-47/1. Lugossy Mária szobrászművész alkotása

## Emlékezete
- 2006-ban Özvegye Kiss Nagy András Emlékdíjat alapított, melyet az Országos Érembiennále megnyitóján adnak át egy a kiállításon résztvevő, arra méltónak ítélt éremművésznek.